# جوزيف أكبالا
جوزيف أكبالا (بالإنجليزية: Joseph Akpala)‏ (24 أغسطس 1986 جوس نيجيريا - ) هو لاعب كرة قدم نيجيري، يلعب كمهاجم .

## وصلات خارجية
جوزيف أكبالا على موقع اتحاد تركيا (لاعب) (الإنجليزية)
- جوزيف أكبالا على موقع قاعدة بيانات كرة القدم.إي يو (الإنجليزية)
- جوزيف أكبالا على موقع ناشيونال فوتبول تيمز (الإنجليزية)
- جوزيف أكبالا على موقع Soccerway.com (الإنجليزية)
- جوزيف أكبالا على موقع عالم كرة القدم.نت (الإنجليزية)
- جوزيف أكبالا على موقع AS.com (الإسبانية)